# Debilitet
En debil er en person med lettere mental retardering, hvilket vil sige, at vedkommende har en intelligenskvotient på mellem 50 og 69.
| Lægevidenskab | Spire Denne artikel om lægevidenskab er en spire som bør udbygges. Du er velkommen til at hjælpe Wikipedia ved at udvide den. |